# Ortopnea
La ortopnea es la disnea en posición de decúbito supino, o dificultad para respirar al estar acostado. Es un trastorno en el que la persona tiene que mantener la cabeza elevada (como cuando está sentada o de pie) para poder respirar profunda y cómodamente (ortopnea), o la persona despierta repentinamente durante la noche experimentando dificultad respiratoria (disnea paroxística nocturna).

## Consideraciones generales
La ortopnea es un síntoma común en las personas que sufren enfermedades del corazón o pulmonares. En ocasiones, el problema es sutil y solo se hace evidente cuando la persona se da cuenta de que precisa dormir con varias almohadas debajo de la cabeza o en una posición erguida. En la insuficiencia cardíaca esto se debe a que durante la posición horizontal el retorno de la sangre hacia el corazón aumenta y este no es capaz de bombear el exceso de sangre, lo cual se manifiesta con sed de aire excesiva, ésta puede producir un acumulamiento de líquido que puede salir hacia el pulmón y por ende producir el trastorno y dificultad respiratoria; otra patología que puede causar la ortopnea es en el derrame pericárdico, ya que el corazón se encuentra en medio de líquido que no le permite expandirse ni contraerse bien, lo cual al aumento del trabajo cardiaco por el retorno venoso se manifiesta como sed de aire en decúbito supino (ortopnea).

## Causas comunes
- Insuficiencia cardíaca
- Enfermedad pulmonar obstructiva crónica (EPOC)
- Asma
- Enfermedad cardíaca hipertensiva
- Enfermedad de Chagas
- Obesidad (no es una causa directa de la dificultad respiratoria mientras se está acostado, pero suele agravar otras condiciones)
- Apnea del sueño
- Cor pulmonale

## Tratamiento
El médico puede prescribir terapia para tratar esta dificultad respiratoria mientras se está acostado. En los casos de obesidad, generalmente se recomienda la reducción de peso. Se debe visitar al médico si se presenta dificultad respiratoria inexplicable mientras se está acostado.
- Datos: Q783955